# Beatrix van Lotharingen
Beatrix van Lotharingen (rond 1016 – 18 april 1076) was een dochter van Frederik II van Lotharingen en Mathilde van Zwaben.
Ze werd markgravin van Toscane als regentes voor haar zoon Frederik na het overlijden van haar echtgenoot Bonifatius III van Toscane in 1052. Na het vroegtijdige overlijden van haar zoon in 1055 werd ze regerend markgravin.
Ze was met Bonifatius in 1037 getrouwd en hun kinderen waren:
Beatrix (-1053)
Frederik (-1055)
Mathilde
In 1054 hertrouwde zij met Godfried II van Lotharingen, maar had geen kinderen met hem.

## Voorouders
| Voorouders van Beatrix van Lotharingen | Voorouders van Beatrix van Lotharingen                                         | Voorouders van Beatrix van Lotharingen                                         | Voorouders van Beatrix van Lotharingen                                         | Voorouders van Beatrix van Lotharingen                                         | Voorouders van Beatrix van Lotharingen                                         | Voorouders van Beatrix van Lotharingen                                         | Voorouders van Beatrix van Lotharingen                                         | Voorouders van Beatrix van Lotharingen                                         |
| -------------------------------------- | ------------------------------------------------------------------------------ | ------------------------------------------------------------------------------ | ------------------------------------------------------------------------------ | ------------------------------------------------------------------------------ | ------------------------------------------------------------------------------ | ------------------------------------------------------------------------------ | ------------------------------------------------------------------------------ | ------------------------------------------------------------------------------ |
| Overgrootouders                        | Frederik I van Lotharingen (912–978) ∞ 954 Beatrix Capet (938-1003)            | Frederik I van Lotharingen (912–978) ∞ 954 Beatrix Capet (938-1003)            | Folmar van Bliesgau (-) ∞ ? (–)                                                | Folmar van Bliesgau (-) ∞ ? (–)                                                | Koenraad I van Zwaben (940-997) ∞ Richlind (~950-1035)                         | Koenraad I van Zwaben (940-997) ∞ Richlind (~950-1035)                         | Koenraad van Bourgondië (922-993) ∞ 964 Mathilde van Frankrijk (943-992)       | Koenraad van Bourgondië (922-993) ∞ 964 Mathilde van Frankrijk (943-992)       |
| Grootouders                            | Diederik I van Lotharingen (965-1027) ∞ 9 Richildis van Metz (ca. 965 - 995)   | Diederik I van Lotharingen (965-1027) ∞ 9 Richildis van Metz (ca. 965 - 995)   | Diederik I van Lotharingen (965-1027) ∞ 9 Richildis van Metz (ca. 965 - 995)   | Diederik I van Lotharingen (965-1027) ∞ 9 Richildis van Metz (ca. 965 - 995)   | Herman II van Zwaben (-1003) ∞ Gerberga van Bourgondië (965–1019)              | Herman II van Zwaben (-1003) ∞ Gerberga van Bourgondië (965–1019)              | Herman II van Zwaben (-1003) ∞ Gerberga van Bourgondië (965–1019)              | Herman II van Zwaben (-1003) ∞ Gerberga van Bourgondië (965–1019)              |
| Ouders                                 | Frederik II van Lotharingen (986-1027) ∞ 9 Mathilde van Zwaben (ca. 965 - 995) | Frederik II van Lotharingen (986-1027) ∞ 9 Mathilde van Zwaben (ca. 965 - 995) | Frederik II van Lotharingen (986-1027) ∞ 9 Mathilde van Zwaben (ca. 965 - 995) | Frederik II van Lotharingen (986-1027) ∞ 9 Mathilde van Zwaben (ca. 965 - 995) | Frederik II van Lotharingen (986-1027) ∞ 9 Mathilde van Zwaben (ca. 965 - 995) | Frederik II van Lotharingen (986-1027) ∞ 9 Mathilde van Zwaben (ca. 965 - 995) | Frederik II van Lotharingen (986-1027) ∞ 9 Mathilde van Zwaben (ca. 965 - 995) | Frederik II van Lotharingen (986-1027) ∞ 9 Mathilde van Zwaben (ca. 965 - 995) |
| Beatrix van Lotharingen (1016-1076)    |                                                                                |                                                                                |                                                                                |                                                                                |                                                                                |                                                                                |                                                                                |                                                                                |